# Maïwenn Le Besco
Maïwenn Le Besco (Les Lilas, 17 d'abril de 1976) és una actriu i cineasta francesa més coneguda pel monònim de Maïwenn.

## Trajectòria
Maïwenn va protagonitzar diverses pel·lícules com a actriu infantil i després adolescent, sobretot com «Elle» (la nena del paper principal interpretat per Isabelle Adjani) a la pel·lícula de 1983 L'été meurtrier.
Després del seu matrimoni amb el director Luc Besson i del naixement de la seva filla Shanna el 1993, Maïwenn va interrompre la seva carrera. Durant aquest període només va aparèixer en un paper secundari a El professional (1994) que es va acreditar com Ouin-Ouin. També va dirigir el making-of de la pel·lícula. Probablement la interpretació més recordada de Maïwenn en l'àmbit internacional sigui la de l'alienígena Diva Plavalaguna a El cinquè element (1997).
També va aparèixer a la pel·lícula de terror Haute tension (2003), la qual va coprotagonitzar amb Cécile de France.
L'any 2006 va dirigir el seu primer llargmetratge, el semiautobiogràfic Pardonnez-moi. La seva segona pel·lícula va ser el documental Le bal des actrices (2009). El reconeixement internacional va arribar-li amb la seva tercera pel·lícula, el drama social Polisse (2011), que va guanyar el Premi del Jurat al 64è Festival Internacional de Cinema de Canes. Les tres pel·lícules presenten Maïwenn amb una càmera, fruit d'una fascinació infantil pel mètode de les caixes xineses i del seu interès d'explicar la història dins d'una història. La seva pel·lícula Mon roi (2015) va competir per la Palma d'Or al 68è Festival Internacional de Cinema de Canes.